# حسين أباد (فومن)
حسين أباد (بالفارسية: حسین آباد) هي قرية تقع في غيلان في إيران. يقدر عدد سكانها بـ 565 نسمة .